# Carol Bensimon
Carol Bensimon (Porto Alegre, 22 agosto 1982) è una scrittrice e traduttrice brasiliana.

## Biografia
Carol Bensimon si è laureata in comunicazione sociale presso l'Università federale del Rio Grande do Sul nel 2005. Ha poi conseguito la laurea magistrale in scrittura creativa alla Pontifícia Universidade Católica do Rio Grande do Sul nel 2007,  discutendo la tesi A Personagem Ausente na Narrativa Literária (Il personaggio assente nella narrativa letteraria).
Ha pubblicato racconti e saggi su numerose riviste letterarie e testate, fra cui O Globo e Folha de S. Paulo.
Ha esordito nel 2008 con Pó de Parede (Polvere d'intonaco), raccolta di tre racconti.
Nel 2009, ricevuta una borsa di studio dalla Fundação Nacional de Artes, ha dato alle stampe il suo primo romanzo, Biliardo sott'acqua (Sinuca embaixo d'água), racconto corale di un'assenza, quella della giovane Antônia, morta a vent'anni, e del suo impatto su una pluralità di personaggi. Il romanzo è stato finalista al Prêmio São Paulo de Literatura, nella categoria Esordienti e all'edizione 2010 del Premio Jabuti nella categoria Romanzi.
Sulla scia dei primi riconoscimenti letterari, nel 2012 Bensimon è stata inclusa nella lista dei 20 migliori giovani autori brasiliani dalla rivista britannica Granta.
Nel 2013 è apparsa la sua terza opera, Todos nós adorávamos caubóis (Tutti amavamo i cowboy), una storia di formazione on the road a tema queer, seguita nel 2015 dalla raccolta di saggi brevi Uma estranha na cidade (Una straniera in città).
Il suo terzo romanzo, O Clube dos Jardineiros de Fumaça (Il club dei coltivatori di fumo), è stato ispirato da un soggiorno dell'autrice in California, e ha come tema la coltivazione illegale di cannabis nella regione nel periodo precedente alla sua legalizzazione nel novembre 2017, e al suo intrecciarsi alla ricerca di stili di vita alternativi e a conflitti generazionali.
Nel settembre 2018, O Clube dos Jardineiros de Fumaça è risultato fra i finalisti del Prêmio São Paulo de Literatura, nella categoria Miglior Romanzo dell'Anno; in novembre, il romanzo ha vinto la 60ª edizione del Premio Jabuti nella categoria Romanzi.
Attualmente, Carol Bensimon vive a Mendocino, in California.

## Opere
- Pó de parede (Não editora, 2008)
- Biliardo sott'acqua, Tunué, Latina, 2019 - ISBN 9788867903320 (Sinuca embaixo d’água, 2009; trad. Daniele Petruccioli)
- Todos nós adorávamos caubóis (Companhia das Letras, 2013)
- Uma estranha na cidade (Dublinense, 2015)
- O Clube dos Jardineiros de Fumaça (Companhia das Letras, 2017)